# Kazub (województwo pomorskie)
Kazub – kociewska wieś letniskowa w Polsce, położona w województwie pomorskim, w powiecie starogardzkim, w gminie Kaliska nad jeziorem Kazubskim w kompleksie Borów Tucholskich. Wieś jest częścią składową sołectwa Cieciorka.
W latach 1975–1998 miejscowość administracyjnie należała do województwa gdańskiego.